# Bosszúállók: Végtelen háború
A Bosszúállók: Végtelen háború (eredeti cím: Avengers: Infinity War) egy 2018-as amerikai szuperhősfilm, amely a Marvel Comics szuperhősök csapatán alapszik. Ez a folytatása a 2015-ben bemutatott Bosszúállók: Ultron kora című filmnek, valamint a tizenkilencedik film a Marvel-moziuniverzumban. A filmet Anthony és Joe Russo rendezte, forgatókönyvét pedig Christopher Markus és Stephen McFreely írta. A filmet a Marvel Studios gyártotta és a Walt Disney Studios Motion Pictures forgalmazza. A főszereplők  Robert Downey Jr., Chris Hemsworth, Mark Ruffalo, Chris Evans, Scarlett Johansson, Benedict Cumberbatch, Don Cheadle, Tom Holland, Chadwick Boseman, Paul Bettany, Elizabeth Olsen, Anthony Mackie, Sebastian Stan, Danai Gurira, Letitia Wright, Dave Bautista, Zoë Saldana, Josh Brolin és Chris Pratt.
A Bosszúállók: Végtelen háború 2018. április 23-án tartotta a világpremierjét Los Angelesben, majd várhatóan április 27-én kerül kiadásra IMAX-ban és 3D-ben az Amerikai Egyesült Államokban, Magyarországon egy nappal hamarabb, szinkronizálva, április 26-án a Fórum Hungary forgalmazásában. Az országos tv premier 2020. április 13-án debütált az RTL Klubon. 
A film kritikai szempontból pozitív visszajelzéseket kapott az értékelőktől, akik "túlságos klasszikusnak" nevezték, és dicsérték a teljesen átalakult Brolint, a vizuális effekteket és a történet érzelmi súlyát, bár a 149 perces játékidő, valamint egyes karakterek bizonyos alulteljesítése kritikákat kapott. A Metacritic oldalán a film értékelése 86% a 100-ból, ami 56 véleményen alapul. A Rotten Tomatoeson a Bosszúállók: Végtelen háború 97%-os minősítést kapott 170 értékelés alapján. 2014 októberében jelentették be, hogy elkészítik a filmet: a Bosszúállók: Végtelen háború – 1. részét. A Russo fivérek 2015 áprilisában tárgyalni kezdtek róla, majd végül májusra Markus és McFeely elvállalták a forgatókönyv megírását. 2016 júliusában a Marvel rövidítette a címet: Bosszúállók: Végtelen háború. A film készítését 2017 januárjában kezdték el a Pinewood Atlanta Studios-ban, Fayette megyében, Grúziában, és 2017 júliusáig tartott. A további felvételeket Skóciában, Angliában, Downtown Atlanta negyedében és New Yorkban készítették. A becsült 300 millió dolláros költségvetés az egyik legdrágább film lett, amit valaha készítettek, és a legdrágább a Marvel Univerzum történetében.
A film világszerte 2,048 milliárd dolláros bevételt ért el, ezzel 2018-ban a legmagasabb bruttó bevételt hozó film lett, valamint a filmtörténetben az első olyan film, amely rövid idő alatt elérte az 1 milliárdot, valamint a negyedik olyan film, ami átlépte a 2 milliárdot. A nyitóhétvégén 641 millió dollárt gyűjtött össze világszerte és külön 258 millió dollárt az Egyesült Államokban és Kanadában, ezzel megdöntve a Halálos iramban 8. (542 millió dollár) és a Csillagok háborúja VII: Az ébredő Erő (248 millió dollár) legmagasabb bruttó megnyitási rekordját. A folytatását Bosszúállók: Végjáték címmel 2019. április 25-én mutatták be Magyarországon.
A Végtelen háborúban a Bosszúállók (köztük Doktor Strange, Pókember, valamint Fekete Párduc) és a Galaxis Őrzői egyesült erővel szállnak szembe Thanosszal, aki a Végtelen Kövek segítségével el akarja pusztítani a fél univerzumot, ezzel "tökéletes egyensúlyba" hozva azt.

## Cselekmény
|  | Alább a cselekmény részletei következnek! |

Thanos megérkezik az asgardiak űrhajójára

A film nyitójelenetében Thanos és segédjei – Áspis Száj, Cull Obsidian, Proxima Midnight és Corvus Glaive – láthatóak, akik a Xandar bolygójáról származó Hatalomkő megszerzése után elfoglalják az Asgard pusztulását túlélő hajót, amin Thor és az asgardiak a Ragnarök eseményei után a Föld felé tartanak. Thanos, Thor halálával fenyegetve Lokit, meg akarja szerezni tőle a Tesseractot, aminek a belsejében a Tér köve található, és a csínytevés istene hozta el Asgardból, mielőtt a bolygó megsemmisült. A duó ezután Hulkkal próbálja legyőzni Thanost, ám a zöld óriás sikertelen vele szemben. A haldokló Heimdall, a Bifröszt egykori őre az utolsó erejével még el tudja küldeni Hulkot a Földre. Thanos ekkor bosszúból megöli Heimdallt, majd Áspis Szájtól átveszi a Tesseractot, amit összetörvén megszerzi a Tér kövét. A titán megparancsolja "gyermekeinek", hogy hozzák el neki a többi Végtelen követ. Loki felajánlja magát, hogy biztosan szükségük lesz egy vezetőre. Örök hűséget fogad Thanosnak, de ez csak egy álca ahhoz, hogy Thanos közelébe férkőzhessen, és végezhessen vele. Hazugsága miatt Thanos megfojtja Lokit, végül felrobbantja a hajót, miközben segédeivel együtt elhagyja azt.
Hulk belezuhan a New York-i Sanctum Sanctorum épületébe és visszaváltozik Bruce Bannerré. Figyelmezteti Dr. Stephen Strange-t és  Wongot Thanos terveiről. A titán mind a hat Végtelen követ meg akarja szerezni, mert az, aki az összeset birtokolja, egy csettintéssel elpusztíthatja az élőlények felét az univerzumban. Válaszként Strange felkeresi Tony Starkot. Nem sokkal később Áspis Száj és Obsidian megérkezik, hogy megszerezzék Strange-től az Időkövet. A harc után Áspis Száj elfogja Strange-t. Stark és Parker követik Áspis Szájt az űrhajójára, közben Banner kapcsolatba lép Steve Rogers-szel, Wong pedig visszavonul, hogy őrizze a Sanctumot. Skóciában Midnight és Glaive csapdába ejti Wanda Maximoffot és Víziót. Rogers, Natasha Romanov és Sam Wilson megmentik őket, majd visszatérnek a Bosszúállók új létesítményébe, ahol James Rhodes és Banner várja őket. Vízió felajánlja azt a lehetőséget, hogy feláldozza a saját életét Thanos tervének megakadályozására, mivel Maximoff képes az erejével elpusztítani a homlokában lévő Elmekövet. Rogers inkább mást javasol: el kell utazniuk Wakandába, mert úgy véli, hogy az ottaniak képesek eltávolítani a követ Vízió elvesztése nélkül.
A Galaxis Őrzői reagálnak a bajbajutott asgardi hajó segítségkérésére, és megmentik az űrben látszólag élettelenül sodródó Thort. A férfi azt állítja, hogy Thanos a Valóságkövet keresi, amely a tudástéri Gyűjtőnél (Taneleer Tivan) van. Mordály és Groot elkísérik Thort Nidavellirbe, hogy fegyvert készíttessen magának, amely képes lehet Thanos megölésére. Ott ők és Eitri megalkotják a varázslatos "Vihartörő" csatabárdot. Eközben Peter Quill, Gamora, Drax és Mantis rábukkannak Thanosra a Tudástérben a Valóságkővel, amelyet már a birtokába vett. Thanos elrabolja örökbefogadott lányát, Gamorát. Miután a titán a szeme láttára megkínozza fogságban lévő húgát, Nebulát, elárulja neki, hogy a Lélekkő a Vormiron van. Thanos és Gamora elmennek a Vormirra, egy olyan bolygóra, ahol a Lélekkő őrzője – aki nem más, mint a régen eltűnt és halottnak hitt Vörös Koponya – tájékoztatja őt, hogy a kő csak akkor nyerhető el, ha feláldoz valakit, akit szeret. Thanos könnyeket hullatva, de ledobja Gamorát a szakadékba, ezzel megszerezve a Lélekkövet.
Nebula kiszabadul a fogságból és megkéri a többi Őrzőt, hogy találkozzanak a Titánon, Thanos elpusztult szülőbolygóján. Stark és Parker megölik Áspis Szájt, kidobva őt a saját hajójáról, ezzel megmentve Strange-t. Leszállnak a Titánon és összefutnak Quill-lel, Draxszel és Mantis-szel. Strange az Időkő segítségével megtekint több millió alternatív jövőt, amelyben összecsapnak Thanos-szal, és kijelenti, hogy csak egy van, amelyben ők győznek. A csapat tervet készít a Thanos elleni küzdelemre, valamint miképp távolítsák el a Végtelen Köveket tartó kesztyűt a kezéről. Thanos megérkezik, és kifejti, hogy azért szükséges végrehajtani a tervét, hogy biztosíthassa a túlnépesedéstől fenyegetett világegyetem túlélését. A hősöknek sikerül ártalmatlanítani őt mindaddig, amíg Nebula rájön, hogy Thanos megölte Gamorát a Lélekkőért. A feldúlt Quill nem tud uralkodni magán, és rátámad Thanosra, aki így felülkerekedik a csapaton. Strange lemond az Időkőről, és odaadja Thanosnak, hogy megmentse Stark életét. Thanos ezután elhagyja a Titánt, hogy megszerezze az utolsó követ.
Amikor megérkeznek Wakandába, Rogers és a Bosszúállók újra egyesülnek Bucky Barnes-szal, majd elmondják Shurinak a feladatot Vízió Elmekövének eltávolításáról. Thanos hadserege megtámadja őket, így a Bosszúállók védekeznek a Fekete Párduc és a wakandai erők mellett. Banner nem képes átalakulni Hulkká, ezért Stark Hulkbuster páncéljában tud csak harcolni. Amikor az ellenség felülkerekedni látszik, Thor, Mordály és Groot felmentő sereg gyanánt megérkeznek Wakandába. Midnightot, Obsidiant és Glaive-et megölik, hadseregüket pedig szétverik. Thanos közben megérkezik; a Bosszúállók reménytelenek vele szemben. Maximoff ekkor megpróbálja megsemmisíteni az Elmekövet, ami sikerül is, ugyanakkor a kővel együtt Vízió is elpusztul. Ám Thanos az Időkő segítségével visszaforgatja az időt, visszahozva Víziót és az Elmekövet, és végül, kitörve azt az android homlokából, megszerzi. Thor megérkezik, és súlyosan megsebesíti őt, ám Thanos a köveket felhasználva csettint, ezzel elpusztítva az univerzum felét, egy látomást követően pedig elteleportál a kövekkel.
Thanos terve megvalósult, így a világ minden részének fele elporlad, köztük Barnes, Fekete Párduc, Groot, Maximoff, Wilson, Mantis, Drax, Quill, Doktor Strange és Pókember. Stark és Nebula a Titánon maradnak, míg Banner, Okoye, Rhodes, Mordály, Rogers, Romanov, M'Baku és Thor a wakandai csatatéren gyászolják barátaik elvesztését. Eközben a gyógyulgató Thanos egy másik bolygón pihen meg.
A stáblista leforgása után, Nick Fury (Samuel L. Jackson) és Maria Hill (Cobie Smulders) láthatók, akik egy autóban ülve éppen a közelgő űrhajókról értesülnek, amikor egy autó keresztbe fordul előttük, egy helikopter pedig becsapódik egy épületbe. Az elporladó sofőr és pilóta után előbb Hill, majd maga Fury is hamuvá lesz. Fury sejti, hogy mi történik, ezért az utolsó másodperceiben előránt egy csipogót, és elküld egy üzenetet. Fury elporladása után a földre ejtett csipogó kijelzője látható, amin egy darabig csak a "Sending..." (küldés) szöveg olvasható, majd megjelenik a Marvel Kapitány (eredeti nevén Carol Danvers) hivatalos logója.
|  | Itt a vége a cselekmény részletezésének! |

## Szereplők

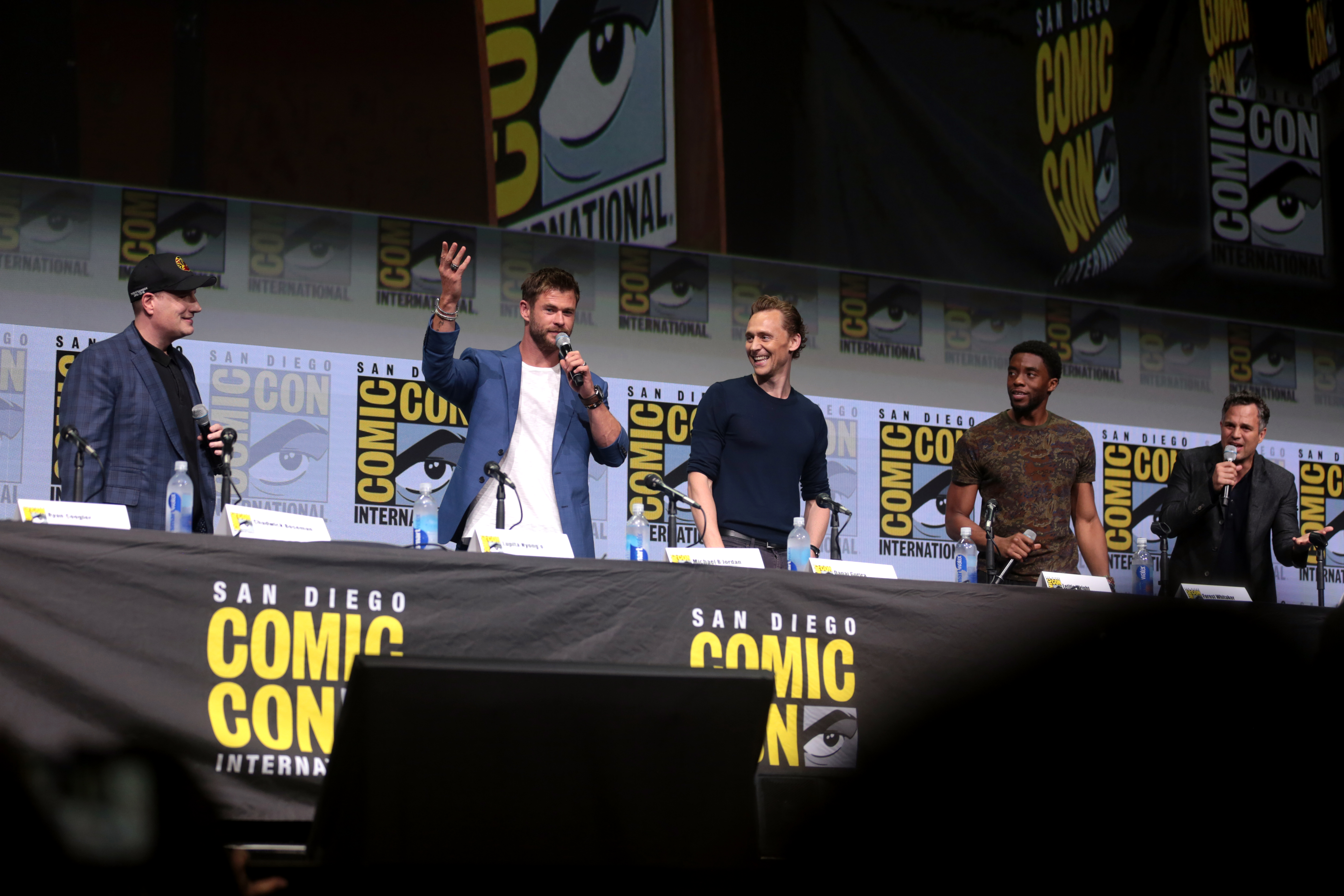
Balról jobbra: Kevin Feige, Chris Hemsworth, Tom Hiddleston, Chadwick Boseman és Mark Ruffalo a 2017-es San Diegó-i Comic-Conon

| Szerep                                  | Színész                                   | Magyar hang                      | Leírás |
| --------------------------------------- | ----------------------------------------- | -------------------------------- | --- |
| Tony Stark / Vasember                   | Robert Downey Jr.                         | Fekete Ernő                      | A Bosszúállók vezetője és jótevője, aki egy önjelölt zseni, milliárdos, playboy és filantróp, aki saját találmányú elektromechanikus páncélokkal rendelkezik. |
| Thor                                    | Chris Hemsworth                           | Nagy Ervin                       | Bosszúálló és Asgard királya, az azonos nevű skandináv mitológiai isten alapján. |
| Bruce Banner / Hulk                     | Mark Ruffalo                              | Rajkai Zoltán                    | Egy Bosszúálló és egy zseniális tudós, akit jelentős mennyiségű gamma-sugárzás ért, emiatt zöld színű szörnyeteggé változik, amikor dühös vagy izgatott. |
| Steve Rogers / Amerika Kapitány         | Chris Evans                               | Zámbori Soma                     | A Bosszúállók szabályozás elleni frakciójának vezetője és egy második világháborús veterán, akit egy kísérleti szérummal szuper erőssévált, majd belefagyott a jégbe, mielőtt felébredt volna a modern világban. |
| Natasha Romanoff / Fekete Özvegy        | Scarlett Johansson                        | Csondor Kata                     | Magasan képzett kém, Rogers Bosszúállók frakciójának tagja és a S.H.I.E.L.D. korábbi ügynöke. |
| Dr. Stephen Strange / Doktor Strange    | Benedict Cumberbatch                      | Simon Kornél                     | Egykori idegsebész, aki egy autóbaleset után, amely a gyógyulás útjára vezetett, felfedezte a mágia és az alternatív dimenziók rejtett világát, és a misztikus művészetek mestere lett. |
| James "Rhodey" Rhodes ezredes / Hadigép | Don Cheadle                               | Takátsy Péter                    | A Légierők egykori tisztje, aki a Hadigép páncélzatot működteti, és Bosszúálló is egyben. |
| Peter Parker / Pókember                 | Tom Holland                               | Baráth István                    | Egy tinédzser és Stark pártfogoltja, aki egy genetikailag módosított pók csípése után pókszerű képességeket kapott. |
| T'Challa / Fekete Párduc                | Chadwick Boseman                          | Debreczeny Csaba                 | Az afrikai Vakanda nemzetének királya, aki szuperhumán erejét és képességeit a szív alakú gyógyfű elfogyasztásával szerezte. |
| Vízió                                   | Paul Bettany                              | Kárpáti Levente                  | Egy android és Bosszúálló, akit a J.A.R.V.I.S nevű mesterséges intelligencia és az Elmekő felhasználásával hoztak létre. |
| Wanda Maximoff / Skarlát Boszorkány     | Elizabeth Olsen                           | Szilágyi Csenge                  | Rogers Bosszúálló-frakciójának tagja, aki hipnózisra és telekinézisre tett szert, miután részt vett a HYDRA emberkísérletében, amihez az Elmekövet használták. |
| Samuel Wilson / Sólyom                  | Anthony Mackie                            | Papp Dániel                      | Rogers Bosszúálló-frakciójának tagja és egykori mentőejtőernyős, akit a hadsereg légiharcra képzett ki egy speciálisan tervezett szárnypár segítségével. |
| Bucky Barnes / Fehér Farkas             | Sebastian Stan                            | Hamvas Dániel                    | Egy szuperképességekkel rendelkező bérgyilkos, valamint Rogers szövetségese és a legjobb barátja, aki agymosást követően bukkan fel újra, miközben azt hitték, hogy a második világháborúban megölték. Barnes, akit korábban a Tél Katonájának hívtak, a Fehér Farkas nevet kapja azoktól a vakandaiaktől, akik segítettek kitörölni az agyából ezt a HYDRA által beprogramozott alteregót. |
| Loki                                    | Tom Hiddleston                            | Csőre Gábor                      | Thor örökbefogadott testvére, az azonos nevű skandináv mitológiai istenség alapján. |
| Heimdall                                | Idris Elba                                | Barabás Kiss Zoltán              | A Bifröszt-híd mindent látó, mindent halló asgardi őrzője, az azonos nevű skandináv mitológiai istenség alapján. |
| Eitri                                   | Peter Dinklage                            | Epres Attila                     | Nidavellir királya és mágikus fegyverek készítője, az azonos nevű skandináv mitológiai istenségen alapján. |
| Wong                                    | Benedict Wong                             | Hajdu Steve                      | A Misztikus Művészetek egyik Mestere, akit a Kamar-Taj legértékesebb ereklyéinek és könyveinek védelmével bíztak meg. |
| Mantis                                  | Pom Klementieff                           | Bogdányi Titanilla               | Az Őrzők egyik tagja, aki empatikus képességekkel rendelkezik. |
| Nebula                                  | Karen Gillan                              | Varga Gabriella                  | Thanos örökbefogadott lánya, aki Gamorával nevelkedett fel. |
| Drax, a pusztító                        | Dave Bautista                             | Ifj. Jászai László               | Az Őrzők egyik tagja, egy harcos, akinek Thanos meggyilkolta a családját, ezért bosszút forral ellene. |
| Gamora                                  | Zoë Saldana Ariana Greenblatt (gyerek)    | Solecki Janka Tóth Mira (gyerek) | Az Őrzők egyik tagja, aki egy földönkívüli világból maradt árván, és korábbi bűneiért keres megváltást. Thanos nevelte fel őt Nebulával együtt. |
| Tini Groot                              | Vin Diesel (hang) / Terry Notary (mocap)  | Dézsy Szabó Gábor                | Az Őrzők egyik tagja, aki egy fára hasonlító humanoid lény. |
| Mordály                                 | Bradley Cooper (hang) / Sean Gunn (mocap) | Kálloy Molnár Péter              | Az Őrzők egyik tagja, aki egy genetikailag módosított mosómedve, fejvadász és zsoldos, valamint mestere a fegyvereknek és harci taktikáknak. |
| Virginia "Pepper" Potts                 | Gwyneth Paltrow                           | Major Melinda                    | Stark menyasszonya és a Stark Vállalat vezérigazgatója. |
| Taneleer Tivan / A Gyűjtő               | Benicio del Toro                          | Kaszás Gergő                     | Egy megszállott gyűjtő, aki a galaxis legnagyobb csillagközi gyűjteményével rendelkezik az állatvilág, ereklyék és mindenféle élőlények tekintetében. |
| Thanos                                  | Josh Brolin                               | Kőszegi Ákos                     | Egy titán és intergalaktikus zsarnok a Titánról, aki minden Végtelen Követ össze akar gyűjteni annak érdekében, hogy a saját akaratát kényszeríthesse a valóságra, és "új egyensúlyba hozza az univerzumot". |
| Peter Quill / Űrlord                    | Chris Pratt                               | Miller Zoltán                    | A Galaxis Őrzőinek félig ember, félig Égi vezetője, akit gyermekként a Fosztogatóknak nevezett földönkívüli tolvaj- és csempészbanda elrabolt a Földről, majd a banda tagjaként nevelték fel. |
| Okoye                                   | Danai Gurira                              | Bognár Gyöngyvér                 | A Dora Milaje fejese. |
| Shuri                                   | Letitia Wright                            | Törőcsik Franciska               | T'Challa húga. |
| Thaddeus Ross                           | William Hurt                              | Rosta Sándor                     | Egyesült Államok külügyminisztere és az amerikai hadsereg volt tábornoka |
| Péntek                                  | Kerry Condon                              | Peller Mariann                   | Stark személyi mesterséges intelligenciája Jarvis után. |
| M'Baku                                  | Winston Duke                              | Orosz Ákos                       | A wakandai Jabari törzs vezetője. |
| Ned Leds                                | Jacob Batalon                             | Szvetlov Balázs                  | Peter Parker legjobb barátja. |
| Nick Fury                               | Samuel L. Jackson (Cameoszerep)           | Vass Gábor                       | A S.H.I.E.L.D. egykori igazgatója. |
| Maria Hill                              | Cobie Smulders (Cameoszerep)              | Szinetár Dóra                    | A S.H.I.E.L.D. egykori igazgatóhelyettese. |
| Cull Obsidian                           | Terry Notary                              | Nem szólal meg                   | Thanos gyermeke, a Fekete Rend tagja. |
| Áspis Száj                              | Tom Vaughan-Lawlor                        | Seder Gábor                      | Thanos gyermeke, a Fekete Rend tagja. |
| Proxima Midnight                        | Carrie Coon                               | Varga Klári                      | Thanos gyermeke, a Fekete Rend tagja, Corvus Glaive felesége. |
| Corvus Glaive                           | Michael James Shaw                        | Fehér Péter                      | Thanos gyermeke, a Fekete Rend tagja, Proxima Midnight férje. |
| Johann Schmidt / Vörös Koponya          | Ross Marquand                             | Rátóti Zoltán                    | A HYDRA szervezet rég eltűnt egykori vezetője, a Lélekkő őrzője. |
| önmaga                                  | Stan Lee                                  | Kajtár Róbert                    | Buszsofőr. |

## Televíziós megjelenések
RTL Klub, Film+